# Gamsstubenkopf
Der Gamsstubenkopf ist ein 1964 m ü. A. hoher Berg in der Ankogelgruppe der Zentralalpen im österreichischen Bundesland Salzburg.

## Lage und Umgebung
Der Gamsstubenkopf befindet sich in der Katastralgemeinde Böckstein der Gemeinde Bad Gastein und im Landschaftsschutzgebiet Gasteiner-Tal. Von seinem 1964 m ü. A. hohen Gipfel setzt sich ein Grat Richtung Südwesten fort, der über den 2112 m ü. A. hohen Wildenkarkopf und den 2440 m ü. A. hohen Honigleitenkogel bis zum 2685 m ü. A. hohen Kreuzkogel verläuft.
Im Tal nordöstlich des Gamsstubenkopfs, bei der Rotte Anlauftal mit dem Bahnhof Böckstein, fließt der Anlaufbach. Linksseitige Zubringer des Anlaufbachs sind der Abfalltalgraben nordwestlich des Gipfels und der Höhkarbach mit dessen Nebenbach Gamsstubeneichenbach südöstlich des Gipfels. Jenseits des Abfalltalgrabens erstreckt sich die verfallene Haitzingalm.

## Geologie
Der Gipfelbereich des Gamsstubenkopfs ist von Granitgneis und Orthogneis geprägt, der Grat zum Wildenkarkopf von Glimmerschiefer, Graphitschiefer und Metavulkanit.

## Flora
In der Nähe des Gipfels wächst ein Zirbenwald, an den nördlichen Hängen ein naturnaher bodensaurer Fichtenwald.